# Свято-Георгиевский Кривский монастырь
Свято-Георгиевский Кривский монастырь — мужской монастырь Украинской православной церкви Московского Патриархата на горе Осуй в селе Кривое Тячевского района Закарпатской области Украины.
В 1992 году монах Авраам (Штефура)начал строить на горе Осуй небольшой скит, состоявший из дома и часовни. В том же году сельсовет выделил землю под будущий монастырь. В том же 1992 году началось строительство храма в честь Георгия Победоносца, которое благодаря помощи местных жителей завершилось в 1993 году освящением храма. В 1997 году был построен двухэтажный корпус для монахов, этот же год считается датой основания монастыря. Постановление Священного Синода последовало в 1999 году. С августа 1995 года по 2000 год монастырь возглавлял архимандрит Вассиан (Поп), с 2000 года по настоящее время — архимандрит Пахомий (Галац). По состоянию на 2012 год в монастыре несли послушание 10 человек. При монастыре действуют три скита — Покровский (село Колодное) и в честь иконы Божией Матери «Прусиотисса» (с Комсомольск, урочище Сиглянский), Серафимовский (село Розтоки, урочище Тисчора).
При монастыре действуют храмы святого Георгия Победоносца, великомученицы Варвары, мученицы Лидии, равноапостольной Марии Магдалены.
|                         |  |                                             |
| Церковь святого Георгия |  | Основатель монастыря монах Авраам (Штефура) |

## Адрес
- 90563, Украина, Закарпатская область, Тячевский район, с. Кривое, ул. Кубинца, 52.
- Монастырь расположен в 17 км от районного центра, недалеко от трассы Ужгород-Лопухово.